# Grand tour van de Mozarts door Europa

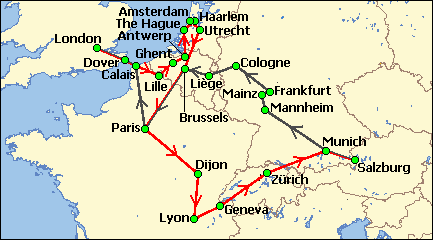
Kaart van de Grand Tour, 1763 - 1766. De zwarte lijn is de heenreis richting Londen (1763 - 1764), de rode lijn de terugreis richting Salzburg (1765 - 1766).

De grand tour van de Mozarts door Europa werd tussen 1763 en 1766 ondernomen door Leopold Mozart, zijn vrouw Anna Maria, en hun muzikaal begaafde kinderen Maria Anna (Nannerl) en Wolfgang Amadeus. Aan het begin van de tocht waren de kinderen respectievelijk elf en zeven jaar oud. Zij hadden hun bijzondere vaardigheden al gedemonstreerd tijdens een bezoek aan Wenen in 1762, toen ze op het Habsburgse Hof voor Keizerin Maria Theresia speelden. Leopold zag de sociale en financiële voordelen van een uitgebreide reis langs de hoofdsteden en belangrijkste culturele centra van Europa, en nam langdurig verlof van zijn werk als hulpkapelmeester van de Prinsaartsbisschop van Salzburg. Tijdens de tocht bevestigden de kinderen hun status als wonderkinderen door geavanceerde concerten te geven die hun publiek consequent verbaasde en vermaakte.
In het eerste gedeelte van de tocht trok het gezin via München en Frankfurt naar Brussel, en vervolgens naar Parijs, waar ze vijf maanden bleven. Vervolgens vertrokken ze naar Londen, waar Wolfgang tijdens een verblijf van een jaar enkele van de grootste muzikanten van zijn tijd ontmoette, veel muziek luisterde, en zijn eerste symfonieën componeerde. Het gezin ging toen door naar Nederland, waar het rooster van geplande optredens werd onderbroken door ziekte van beide kinderen, hoewel Wolfgang veel bleef componeren. Op hun terugweg naar huis maakte het gezin een tweede stop in Parijs en een reis door Zwitserland, voordat ze in november 1766 weer in Salzburg terugkeerden.
De financiële winst van de tocht was naar zeggen aanzienlijk, maar dit had geen invloed op de levensstijl van het gezin, en Leopold ging na afloop weer voor de Prinsaartsbisschop werken. De reis gaf de kinderen echter wel de kans om de wijde muzikale wereld ten volle te beleven, en diende als fantastisch onderwijs. In het geval van Wolfgang werd dit proces doorgezet met nog meer reizen in de daaropvolgende zes jaar, voordat hij door de Prinsaartsbisschop als concertmeester werd aangewezen.

## Wonderkinderen

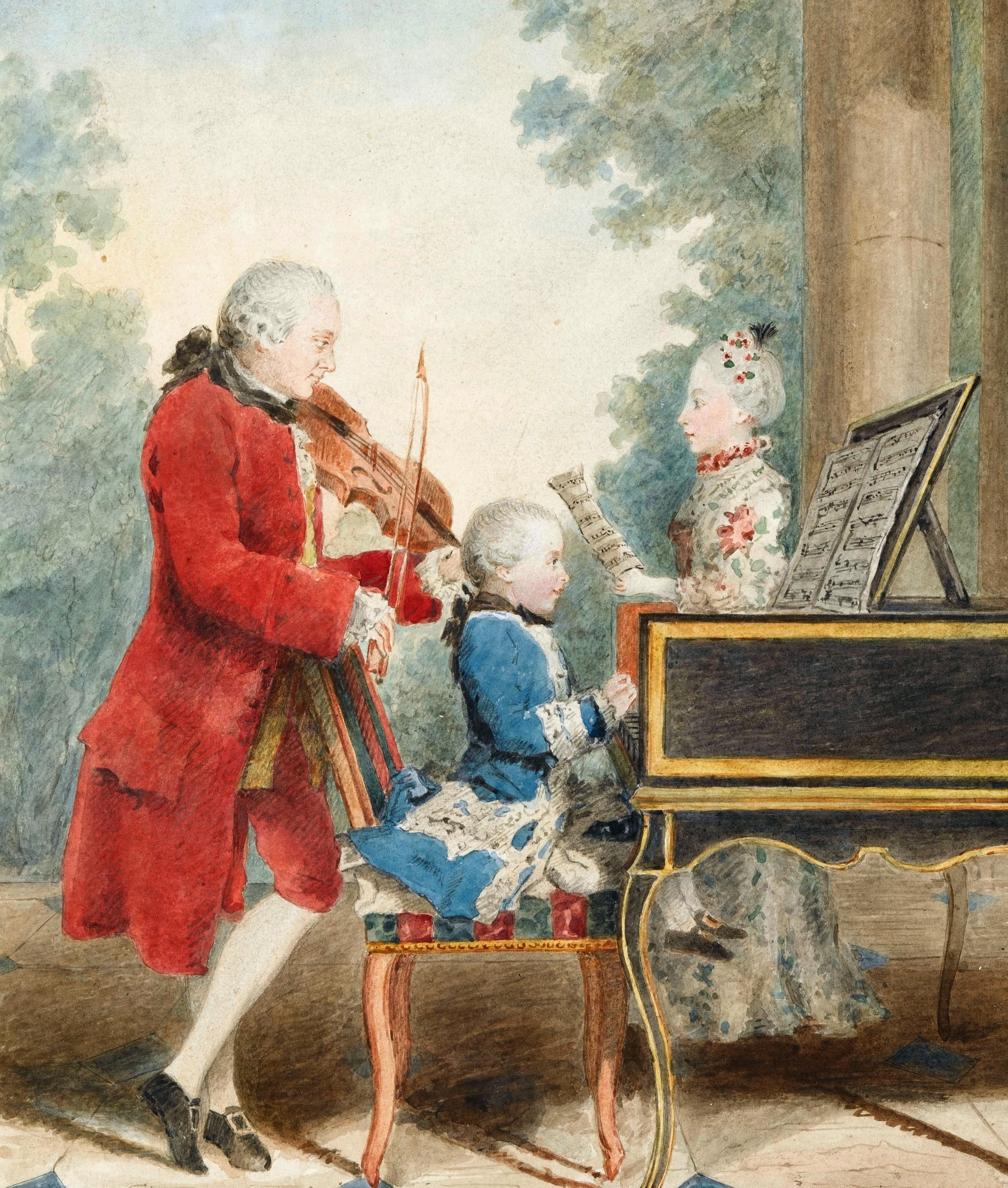
Leopold, Wolfgang en Nannerl. Aquarel van Carmontelle, c. 1763 - 1764.

De Mozart-kinderen waren niet de enige muzikale wonderkinderen in de 18e eeuw. Educatief schrijver Gary Spruce verwijst naar honderden vergelijkbare gevallen, specifiek die van William Crotch uit Norwich, die in 1778 op driejarige leeftijd al met zijn orgel optrad. De Britse geleerde Jane O'Connor verklaart de fascinatie die men in de 18e eeuw met wonderkinderen had als 'het besef dat een individueel kind dat op een of andere manier bijzonder was, mogelijk veel vermaak en financieel gewin kon bieden'. Andere wonderkinderen uit de tijd van Mozart zijn de violist en componist Thomas Linley, die in hetzelfde jaar werd geboren als Wolfgang, en de begaafde orgelspeler Josef Siegmund Bachmann. Uiteindelijk werd Mozart door andere wonderkinderen gezien als de toekomstige standaard voor jong succes en veelbelovendheid.
Van de zeven kinderen die Leopold en Anna Maria Mozart kregen, overleefden alleen hun vierde kind Maria Anna ('Nannerl', geboren op 31 juli 1751) en hun jongste, Wolfgang Amadeus (27 januari 1756), de vroege kindertijd. De kinderen werden thuis geschoold, onder toezicht van Leopold, en leerden daar basisvaardigheden in het lezen, schrijven, tekenen en rekenen, en wat geschiedenis en aardrijkskunde. Hun muzikale ontwikkeling werd gestimuleerd omdat Leopold en zijn collega-muzikanten constant om hen heen oefenden en speelden. Leopold begon Nannerl klavecimbel-les te geven toen ze zeven was, en Wolfgang keek toe. Nannerl zelf zei: 'De jongen liet gelijk zijn buitengewone, door God geschonken talent zien. Hij zat vaak lange periodes achter de klavecimbel akkoorden uit te zoeken, en aan zijn plezier zag je dat hij ze goed vond klinken. Op zijn vijfde componeerde hij korte muziekstukken, die hij voorspeelde aan zijn vader die ze vervolgens uitschreef.' Een vriend van de familie, de dichter Johann Andreas Schachtner, vertelde dat Wolfgang toen hij vier was een pianoconcert componeerde, en dat hij een fantastisch muzikaal gehoor had.

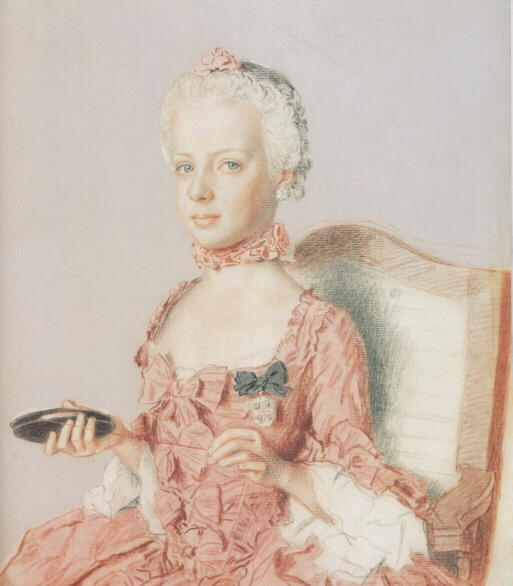
Marie Antoinette op haar zevende, toen ze in Wenen Mozart ontmoette.

Nannerl was ook een snelle leerling – net zo snel als haar broer – en toonde op haar elfde al een indrukwekkende virtuositeit op toetseninstrumenten. In dat jaar, 1762, nam Leopold de kinderen mee naar München om daar voor Maximilian III Jozef, de Keurvorst van Beieren, te spelen. Vervolgens nam hij het hele gezin mee naar Wenen, op een drie maanden durende reis. Hij had uitnodigingen van verschillende adellijke gastheren, en drie dagen na aankomst speelden de kinderen op het paleis van Graaf Collalto. Onder de aanwezigen was het raadslid van financiën van Wenen en toekomstige minister-president Karl von Zinzendorf, die in zijn dagboek schreef dat een klein jongetje, 'naar zeggen vijfenhalf jaar oud' (Wolfgang was eigenlijk zeven) de klavecimbel bespeelde. Na een optreden voor de Keizerlijke Vicekanselier werd het gezin Mozart uitgenodigd op het Keizerlijk Hof, waar Keizerin Maria Theresia de vaardigheden van Wolfgang testte door hem met de toetsen bedekt te laten spelen. Tijdens dit bezoek ontmoette Wolfgang de Aartshertogin Maria Antonia, de toekomstige Koningin Marie Antoinette van Frankrijk, die twee maanden ouder was. Eric Blom, een biograaf van Mozart, vertelde een anekdote over hoe de Aartshertogin Wolfgang te hulp schoot toen hij uitgleed op de gladgeboende vloer. Naar zeggen deed Wolfgang haar hierop een huwelijksaanzoek.
Naarmate de Mozarts steeds bekender werden onder de Weense adel, moesten ze regelmatig meerdere concerten op een dag geven. Hun inzet werd rijkelijk beloond: aan het einde van de eerste hectische week in Wenen kon Leopold twee jaarsalarissen aan verdiensten naar huis sturen. Hun plannen werden onderbroken toen Wolfgang roodvonk kreeg, en ze zouden hun eerdere tempo nooit meer evenaren. Desondanks wilde Leopold na dit bezoek graag op zoek naar meer kansen voor sociaal en financieel succes. Na terugkeer in Salzburg speelde Wolfgang klavecimbel en viool op een verjaardagsconcert voor de Aartsbisschop, waarvan de aanwezigen duidelijk versteld stonden.

## Grote tournee

### Voorbereidingen

Leopold Mozart, c. 1765.

In een brief naar zijn vriend en huisbaas Lorenz Hagenauer (1712-1792), die hij na de reis schreef, citeerde Leopold de Duitse diplomaat Friedrich Melchior, de Baron van Grimm, die zei nadat hij de kinderen had zien spelen: 'Voor het eerst in mijn leven heb ik een wonder gezien: Dit is het eerste.' Leopold vond het zijn plicht om dit wonder aan de wereld te laten zien, omdat hij anders een 'ondankbaar wezen' zou zijn. Hij schijnt Wolfgang te hebben beschreven als: 'Het wonder dat God in Salzburg geboren liet worden.' Volgens Mozart-biograaf Wolfgang Hildesheimer was Leopold, althans in het geval van Wolfgang, te vroeg: 'Te vroeg sleepte [de] vader [de] zoon jarenlang door heel West-Europa. Deze constante verandering van omgeving zou zelfs een stabiel kind vermoeien...' Er is echter weinig bewijs dat Wolfgang fysiek pijn leed of muzikaal werd gehinderd door deze reizen; blijkbaar voelde hij zich van het begin af aan klaar voor de uitdaging.
Leopold wilde de tour zo snel mogelijk beginnen – hoe jonger de kinderen waren, des te spectaculairder de demonstraties van hun talenten. Zijn geplande route liep onder andere langs het zuiden van Duitsland, de Oostenrijkse Nederlanden, Parijs, Zwitserland en mogelijk Noord-Italië. Londen werd pas aan de route toegevoegd nadat hier in Parijs op was aangedrongen, en de uiteindelijke reis naar Nederland was een ongeplande omweg. Het plan was om zoveel mogelijk Europese prinselijke hoven aan te doen, en de grote culturele hoofdsteden. Leopold maakte gebruik van de connecties uit zijn netwerk van professionele muzikanten, en van zijn recentere sociale contacten, om uitgenodigd te worden op koninklijke hoven. Hagenaer gaf praktische hulp; via zijn handelsrelaties in de grote steden hielp hij de Mozarts aan toegang tot wat in wezen banken waren. Zo konden zij onderweg aan geld komen, terwijl de opbrengsten van de optredens zich ophoopten.
Wolfgang bereidde zich op de tour voor door zijn vioolspel te perfectioneren; blijkbaar had hij zonder lessen viool leren spelen. Een algemenere voorbereiding was de muziek die de kinderen met veel plezier samen maakten – wat ze altijd leuk bleven vinden om te doen. Op de tour vonden ze zelfs op de drukste dagen tijd voor hun dagelijkse oefeningen, en leken ze te gedijen onder het hectische programma. Voordat de reis mocht beginnen had Leopold eerst toestemming nodig van zijn baas, de Prinsaartsbisschop. Hij was pas in januari 1763 tot hulpkapelmeester benoemd, maar toch werd zijn verzoek voor verlof ingewilligd, met de gedachte dat het succes van de Mozarts glorie zou brengen aan Salzburg, zijn leider, en God.

### Beginfases (juli - november 1763)

Wolfgang Amadeus Mozart in 1763, zeven jaar oud, aan het begin van de Grand Tour. Hij draagt een uniform dat hij de winter ervoor van Keizerin Maria Theresia kreeg.

Het begin van de reis, op 9 juli 1763, beloofde weinig goeds. Op de eerste dag brak het wiel van een koets, waardoor de reis 24 uur gestaakt moest worden tot dit was gerepareerd. Leopold maakte van deze vertraging een deugd door Wolfgang mee te nemen naar de nabijgelegen kerk in Wasserburg, waar de jongen volgens Leopold de voetklavier bespeelde alsof hij er al maanden op had geoefend. In München speelden de kinderen meerdere avonden voor Keurvorst Maximilian III, waarvoor het gezin het equivalent van de helft van Leopolds jaarsalaris (354 Oostenrijks-Hongaarse gulden of florijn) verdiende. De volgende bestemming was Augsburg, de woonplaats van Leopolds moeder, met wie hij had gebroken. Zij weigerde ook om de drie concerten daar bij te wonen. Het gezin deed vervolgens Schwetzingen en het hof van Mannheim aan, waar het optreden van de kinderen duidelijk veel indruk maakte op Keurvorst en Paltsgraaf Karl Theodor en zijn vrouw.
Hierop volgde een lang bezoek aan Mainz. De keurvorst van Mainz was ziek, maar de Mozarts gaven drie concerten in de stad, waarmee ze 200 gulden verdienden. Vanuit Mainz voer het gezin per marktschuit over de rivier Main naar Frankfurt, waar ze verschillende openbare concerten gaven. Een van de aanwezigen van de eerste van deze concerten was de veertienjarige Johann Wolfgang von Goethe, die jaren later over 'de kleine jongen met zijn pruik en zwaard' vertelde. In een advertentie voor deze concerten stond dat 'het meisje' de 'lastigste stukken van de grootmeesters' zou spelen, terwijl 'de jongen' een concerto op viool zou spelen en het kunstje met de bedekte toetsen dat hij in Wenen had gedaan zou herhalen. Tenslotte zou hij 'uit zijn hoofd improviseren, niet alleen op de fortepiano maar ook op een orgel... in alle toonsoorten die maar gevraagd kunnen worden, zelfs de moeilijkste'.
Per rivierboot reisde het gezin verder naar Koblenz, Bonn en Keulen. Ze keerden westwaarts naar Aken, waar de kinderen een concert gaven voor Princes Anna Amalia van Pruisen, de zus van Frederik de Grote. De prinses probeerde Leopold ervan te overtuigen zijn geplande route op te geven en naar Berlijn te gaan, maar Leopold weigerde. 'Ze heeft geen geld,' schreef hij naar Hagenauer, die hij vertelde dat ze met zoenen voor het optreden had betaald. 'Desondanks neemt mijn gastheer noch het hoofd van het postkantoor genoegen met zoenen.' De volgende bestemming was de Oostenrijkse Nederlanden, ongeveer hetzelfde gebied als het tegenwoordige België en Luxemburg, waarbij ze via Gulpen en 's Gravenvoeren naar Luik reisden . Via Luik arriveerden ze vervolgens op 5 oktober in de regiohoofdstad Brussel, waar ze verbleven in het Hôtel d'Angleterre aan de Magdalenasteenweg. Tijdens het wekenlange wachten op een uitnodiging van landvoogd Prins Karel van Lotharingen ('Zijne hoogheid doet niets behalve jagen, eten en drinken', schreef Leopold aan Hagenaer) verlegde Wolfgang zijn aandacht tijdelijk van optreden naar componeren. Op 14 oktober voltooide hij een allegro muziekstuk op klavecimbel. Deze 'Brusselse sonate' zou hij later hergebruiken in zijn sonate in C-majeur, K. 6, die hij in Parijs afmaakte. Ook had hij een ontmoeting met de violist-componist Pieter van Maldere. Op 7 november gaven de Mozarts een groot concert voor de prins en op 15 november vertrok het gezin naar Parijs.

### Parijs (november 1763 - april 1764)

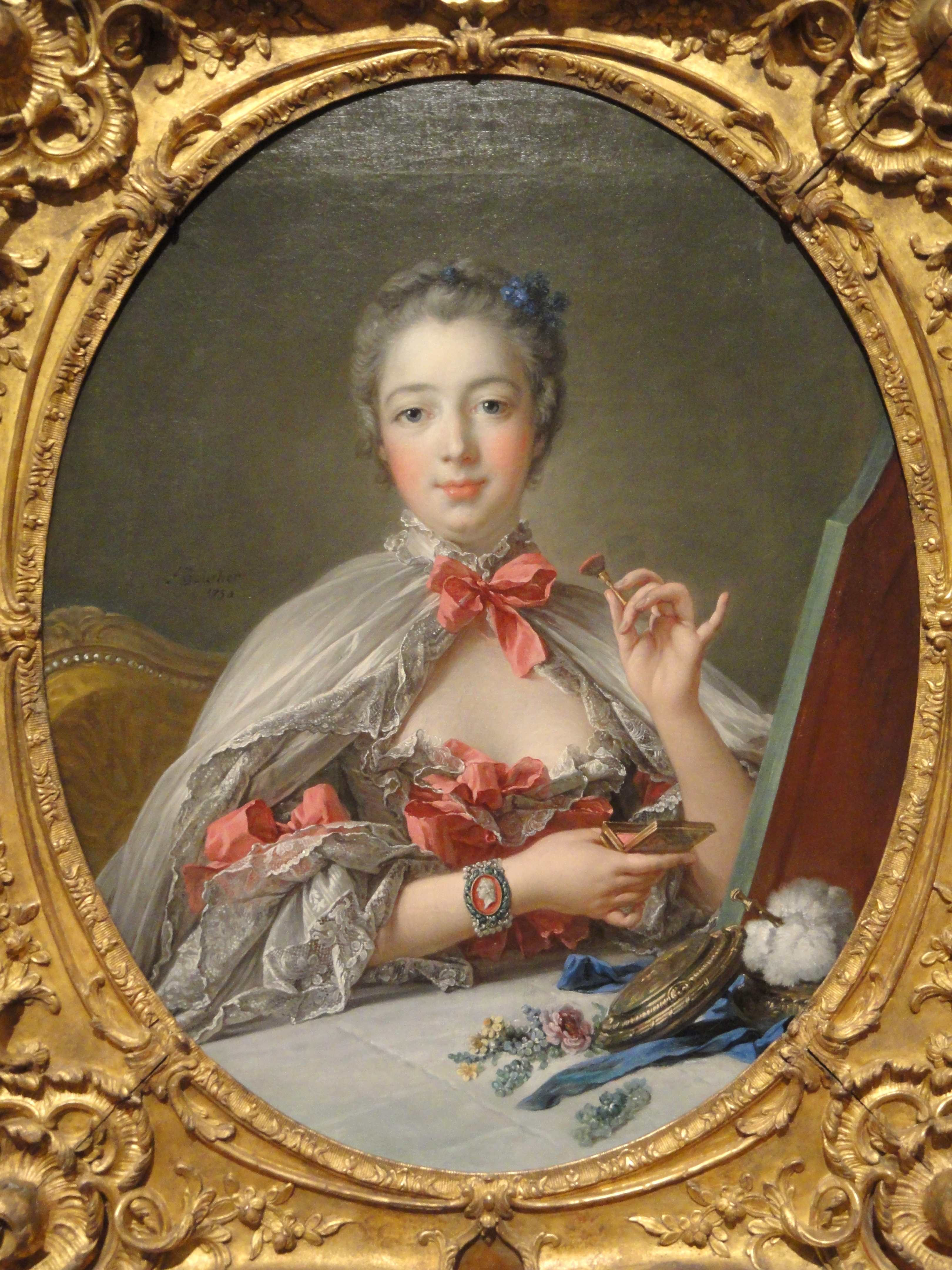
Madame de Pompadour, de hofdame die de Mozarts in Versailles ontmoetten, 1763 - 1764

Op 18 november 1763 arriveerde het gezin in Parijs, een van de belangrijkste muziekcentra van Europa en een machtige, rijke stad vol intellectuele activiteit. Leopold hoopte uitgenodigd te worden aan het hof van Lodewijk XV in het nabijgelegen Versailles. Door een recent overlijden in de koninklijke familie zou die uitnodiging echter enige tijd kunnen uitblijven, dus zocht Leopold andere bezigheden. De kinderen kregen vooral de aandacht van de Duitse diplomaat Friedrich Melchior von Grimm, die de vaardigheden van Wolfgang met uiterst lovende bewoordingen omschreef in zijn dagboek: 'Zelfs de vaardigste kapelmeester heeft niet zo'n diepgaande greep op de wetenschap van harmonie en modulatie'. De mening van Leopold zelf, die hij enkele maanden later opschreef, was net zo enthousiast: 'Mijn kleine meid, pas twaalf jaar oud, is een van de vaardigste musici in Europa, en kort gezegd kan mijn jongen met zijn acht jaar meer dan men van een man van veertig zou verwachten'.
Op 24 december vertrok het gezin voor twee weken naar Versailles, waar ze via een connectie aan het hof een koninklijk diner konden bijwonen. Hier mocht Wolfgang naar zeggen de hand van de koningin kussen. In Versailles bezochten ze ook de beroemde hofdame Madame de Pompadour, toen in de laatste maanden van haar leven. 'Een extreem arrogante vrouw die nog steeds over alles regeerde', noemde Leopold haar. Nannerl vertelde op latere leeftijd dat Wolfgang op een stoel moest staan om door de Madame bekeken te worden, en mocht hij haar niet kussen.
Er is geen bewijs dat de kinderen een formeel concert in Versailles hebben gegeven. In februari 1764 kregen ze 50 louis d'or (ongeveer 550 florijnen) en een gouden snuifdoos van het bureau voor koninklijk amusement, waarschijnlijk omdat ze privé voor de koninklijke familie hadden opgetreden, maar hiervan zijn geen verdere details bekend. Op 10 maart en 9 april gaven ze nog verschillende concerten in Parijs, in een particulier theater op de rue et Porte St Honoré. Tegelijk werden Wolfgangs eerste gepubliceerde werken gedrukt: twee paar sonaten voor klavecimbel en viool, K.6 en K.7, en K.8 en K.9. Deze paren werden Opus 1 en Opus 2 in Leopolds privé-catalogus van het werk van zijn zoon. Het eerste paar was opgedragen aan de dochter van de koning, Madame Victoire van Frankrijk, en de tweede aan de gravin van Tessé. Volgens Mozartbiograaf Stanley Sadie zijn bepaalde aspecten van deze stukken nogal kinderlijk en naïef, maar is de techniek desondanks 'ontzettend zeker, de gedachte erachter is duidelijk en soepel, en de formele balans ervan is onberispelijk'.
In Parijs werd besloten om naar Londen te gaan, misschien op advies van Leopolds kennissen in de muziekwereld en aan adellijke hoven. Zij zouden hem waarschijnlijk hebben geadviseerd dat Engeland, in de woorden van Mozartkenner Neal Zaslaw, 'bekend stond om het enthousiasme waarmee zij musici van het vasteland ontvingen en de uitbundigheid waarmee zij hen beloonden'. Op 10 april vertrok het gezin naar Calais en na een onprettige oversteek naar Dover per gehuurde boot (en enkele vertragingen) kwamen ze op 23 april in Londen aan.

### Londen (april 1764 - juli 1765)

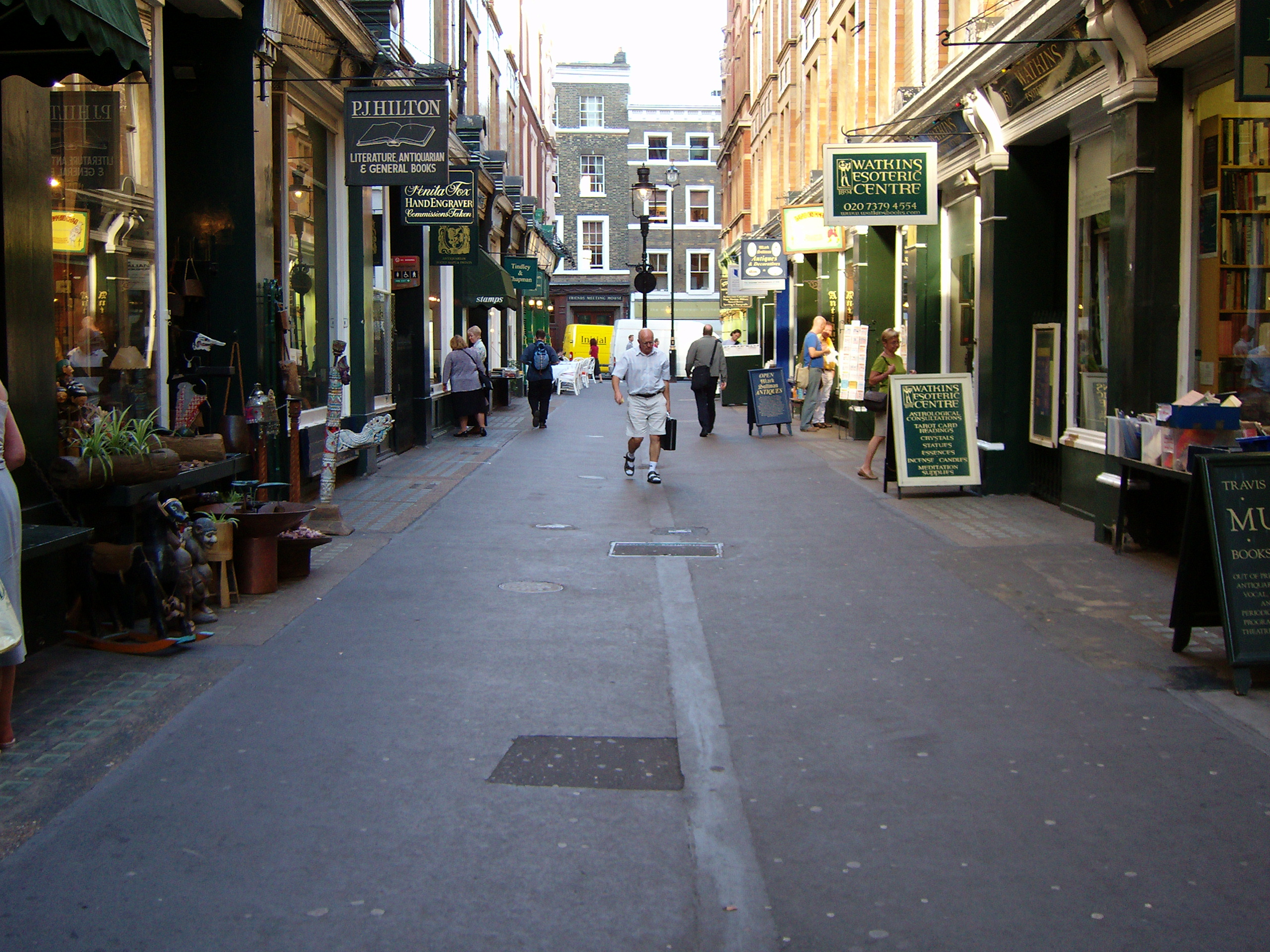
Cecil Court, de straat waarin het gezin Mozart in april 1764 woonde na aankomst in Londen (foto uit 2005).

De eerste verblijfplaats van de Mozarts in Londen was boven een kapperszaak in Cecil Court, in de buurt van St. Martin-in-the-Fields. De brieven die hen vanuit Parijs hadden geïntroduceerd bleken effectief te zijn geweest; op 27 april 1764, vier dagen na hun aankomst, speelden de kinderen voor koning George III en zijn 19-jarige Duitse koningin, Sophia Charlotte. Een tweede optreden voor de koning vond plaats op 19 mei; Wolfgang werd door de koning gevraagd om stukken van Händel, Johann Christian Bach en Karl Friedrich Abel te spelen. Hij mocht de koningin begeleiden terwijl zij een aria zong en improviseerde later op de baspartij van een aria van Händel, met wie hij volgens Leopold 'een hoogst prachtige melodie voortbracht, op een manier waarvan iedereen versteld stond'.
Veel van de landadel en hofadel van Londen zou de stad tijdens de zomer verlaten, maar Leopold ging ervan uit dat de meesten zouden terugkeren voor de verjaardagsviering van de koning op 4 juni en organiseerde daarom een concert op 5 juni. Dit was een succes en Leopold regelde haastig dat Wolfgang op 29 juni op een benefietconcert voor een kraamziekenhuis zou spelen, bij Ranelagh Pleasure Gardens. Leopold zag deze steun voor liefdadigheidswerk blijkbaar als 'een manier om de liefde van dit zeer bijzondere land te winnen'. Wolfgang werd geadverteerd als 'de gelauwerde en verbazingwekkende Meester Mozart, een Kind van Zeven Jaar...' (in werkelijkheid was hij acht), 'met recht gezien als het meest buitengewone Wonderkind, en ongelofelijkste Genie, dat in welke Tijd dan ook heeft bestaan'. Op 8 juli vond een privé-concert plaats in het huis van de graaf van Thanet in Grosvenor Square, waar Leopold met keelpijn en andere zorgwekkende symptomen vandaan kwam. 'Bereid je hart erop voor om een van de meest trieste gebeurtenissen te vernemen', schreef hij aan Hagenaer in verwachting van zijn eigen naderende dood. Hij was een aantal weken ziek en vanwege zijn gezondheid verhuisde het gezin van hun verblijfplaats in Cecil Court naar een huis op het platteland, op Ebury Street 180, dat toen als deel van het dorp Chelsea werd gezien.

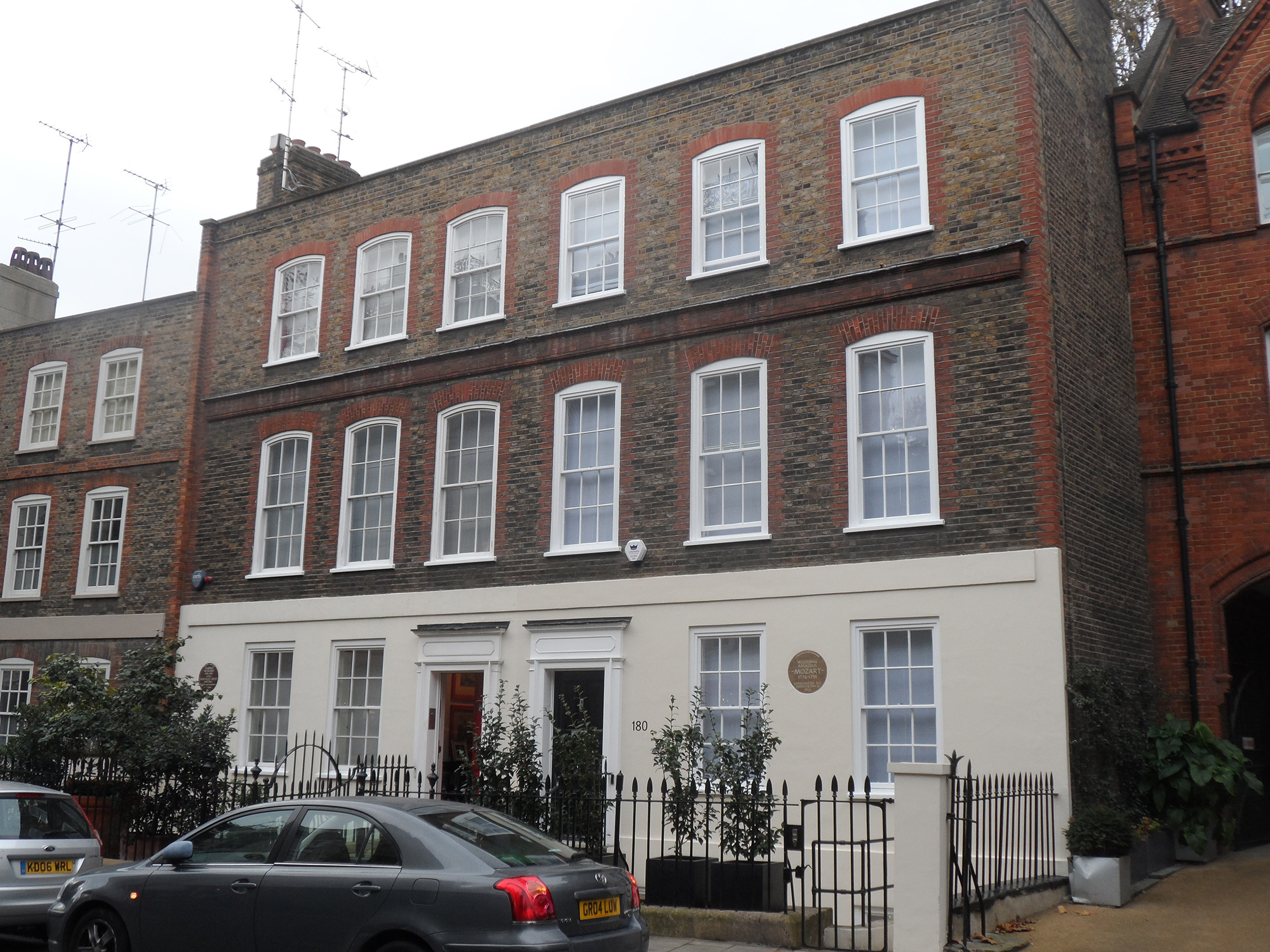
Ebury Street 180 in Pimlico, waar de Mozarts gedurende de zomer van 1765 verbleven.

Terwijl Leopold ziek was kon er niet worden opgetreden, dus sloeg Wolfgang aan het componeren. Volgens schrijfster en muzikant Jane Glover werd Wolfgang tot het schrijven van symfonieën geïnspireerd door zijn ontmoeting met Johann Christian Bach. Het is onbekend wanneer deze ontmoeting plaatsvond, of wanneer Wolfgang voor het eerst de symfonieën van J.C. Bach hoorde, maar hij had de klavecimbelstukken van de oudere componist gespeeld tijdens zijn koninklijke optreden in mei 1764. Wolfgang zou niet veel later zijn Symfonie nr. 1 in Es (K.16) afmaken en aan zijn nr. 4 in D-majeur (K.19) beginnen – waarvan Zaslaw heeft geconcludeerd dat deze waarschijnlijk juist in Den Haag is gecomponeerd of in ieder geval afgemaakt. De symfonie in D-majeur heeft, in de woorden van Hildesheimer, 'een originaliteit van melodie en modulatie die de routineuze methoden van zijn [volwassen] tijdsgenoten overstijgt'. Dit zijn Wolfgangs eerste orkestrale schrijfsels, hoewel Zaslaw op basis van schetsen in Mozarts muzikale notitieboek veronderstelt dat er een theoretische 'Symfonie nr. 0' bestaat. Mogelijk zijn drie verloren symfonieën, waarvan in Köchels catalogus van Mozarts werken alleen de incipits (eerste paar maten) staan, ook uit de Londense periode afkomstig. Overige werken van Wolfgang uit Londen zijn onder andere verschillende instrumentale sonaten, waarvan het kroonjuweel (althans volgens Hildesheimer) de sonate in C-majeur voor piano, vier handen (K.19d) is. Een serie vioolsonaten, met extra stukken voor fluit en cello, werd op verzoek van koningin Charlotte aan haar opgedragen en in januari 1765 met een toepasselijk opschrift aan haar gepresenteerd. Wolfgang schreef in Londen ook zijn eerste stukken met zang, het motet 'God is our Refuge' (K.20) en de tenor-aria Va, dal furor portata (K.21). Aan het einde van september, toen Leopold beter was, verhuisde het gezin terug naar het centrum van Londen, naar Thrift Street (later Frith Street, huisnummer 20) in Soho. Hier woonden ze gunstig dicht bij een aantal concertzalen en de woningen van zowel J.C. Bach als Karl Friedrich Abel. Bach, de zoon van Johann Sebastian Bach, werd al snel een vriend van de familie; Nannerl vertelde later hoe Bach en de achtjarige Wolfgang samen een sonate opvoerden, om beurten een paar maten speelden, en dat 'wie er niet naar keek zou denken dat er maar één persoon aan het spelen was'. Het is niet bekend of de Mozarts Abel hebben ontmoet, maar Wolfgang kende zijn symfonieën – misschien via de jaarlijkse serie concerten die Bach en Abel samen gaven – en werd er sterk door beïnvloed.
Op uitnodiging van koning George speelden de kinderen op 25 oktober bij de viering van het vierjarig jubileum van zijn kroning. Hun volgende publieke optreden was een concert op 21 februari 1765, voor een bescheiden publiek – het optreden viel samen met een concert van Bach en Abel. In Londen gaven de kinderen nog maar een enkel concert, op 13 mei, hoewel burgers tussen april en juni de verblijfplaats van de Mozarts konden bezoeken, waar Wolfgang voor vijf shilling zijn muzikale feeststukken uitvoerde. In juni traden de beide 'wonderkinderen' dagelijks op bij de taveerne Swan and Harp in Cornhill, waarvoor zij nu maar twee shilling en zes pence vroegen. Dit was, zoals Sadie het verwoord, 'Leopolds laatste, wanhopige poging om de laatste guinea's uit het Engelse publiek te knijpen'. Hildesheimer vergelijkt dit deel van de tournee met een reizend circus en de Mozarts met een gezin acrobaten.
De Mozarts verlieten Londen op 24 juli 1765 en keerden terug naar het vasteland. Kort daarvoor onderging Wolfgang een wetenschappelijk onderzoek door de edelachtbare Daines Barrington, waarvoor Leopold toestemming had gegeven. In een verslag dat werd gepubliceerd in de Philosophical Transactions voor het jaar 1770 worden Wolfgangs uitzonderlijke vaardigheden bevestigd. Als laatste handeling in Londen doneerde het gezin het manuscript van 'God is our Refuge' aan het British Museum.

### Nederland (september 1765 - april 1766)

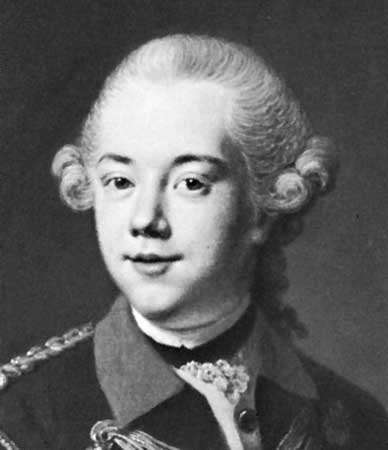
Willem V, Prins van Oranje, geschilderd door Johann Georg Ziesenis. De jonge prins had in 1765 en 1766 ontmoetingen met de Mozarts.

Leopold had in brieven naar Hagenaer nadrukkelijk geschreven dat het gezin de Republiek der Nederlanden niet zou aandoen, maar naar Parijs zou gaan alvorens ze naar Salzburg zouden terugkeren. Hij werd echter door een afgevaardigde van Prinses Carolina van Oranje-Nassau, zus van prins Willem V, overgehaald om in plaats daarvan naar Den Haag te gaan en de kinderen aan haar te presenteren, als officiële gasten van het hof. Nadat de groep was overgestoken naar Calais was er in Lille een oponthoud van een maand: Wolfgang werd ziek door amandelontsteking en Leopold kreeg langdurige aanvallen van duizeligheid. Aan het begin van september trok het gezin verder naar Gent, waar Wolfgang het nieuwe orgel in de Bernardinuskapel bespeelde. Een paar dagen later speelde hij ook op het orgel van de kathedraal in Antwerpen.
Op 11 september kwam het gezin eindelijk in Den Haag aan. Na aankomst werd Nannerl zwaar verkouden en kon ze in de eerste week niet deelnemen aan de concerten voor de prinses, noch aan een optreden voor de prins een paar dagen later. Leopold had voldoende vertrouwen in het herstel van Nannerl om aan te kondigen dat beide wonderkinderen aanwezig zouden zijn bij een concert in de zaal van De Oude Doelen op 30 september. Volgens de advertentie voor dit concert was Wolfgang acht jaar (hij was eigenlijk negen), maar de genoemde leeftijd van Nannerl (veertien) klopte wel. De advertentie gaat vooral om Wolfgang: 'Alle ouvertures komen uit de handen van deze jonge componist [...] muziekliefhebbers kunnen hem confronteren met elk gewenst stuk muziek en hij speelt het zo vanaf het papier'. Het is niet zeker of dit concert werkelijk heeft plaatsgevonden; volgens Sadie is het mogelijk uitgesteld. Als het wel heeft plaatsgevonden, heeft Wolfgang alleen opgetreden, omdat de verkoudheid van Nannerl zich ondertussen tot buiktyfus had ontwikkeld. Haar toestand werd steeds slechter en op 21 oktober werden haar de laatste sacramenten toegediend. Het tij keerde echter dankzij een bezoek van de koninklijke arts; hij gaf haar een andere behandeling en aan het einde van de maand was ze herstellende. Toen werd Wolfgang ziek en pas halverwege december was hij weer op de been.
Op 22 januari 1766 konden beide kinderen weer hun opwachting maken in De Oude Doelen. In dit concert vond mogelijk de eerste openbare uitvoering plaats van een van de Londense symfonieën van Wolfgang (K.19) en mogelijk ook van een nieuwe symfonie in Bes-majeur (K.22) die hij in Nederland had gecomponeerd. Na dit concert brachten ze wat tijd door in Amsterdam voordat ze naar Den Haag terugkeerden. De belangrijkste reden voor hun terugkeer was de aankomende viering van de meerderjarigheid van de Prins van Oranje. Wolfgang had een quodlibet (medley) voor klein orkest en klavecimbel gecomponeerd (getiteld Gallimathias musicum, K.32), variaties op het Wilhelmus, dat op 11 maart werd uitgevoerd tijdens een speciaal concert ter ere van de prins. Dit was een van meerdere stukken die voor de gelegenheid werden gecomponeerd; Wolfgang schreef ook enkele aria's voor de prinses, waarbij hij gebruik maakte van de teksten van de libretto Artaserse van Metastasio (hieruit kwam onder andere Conservati fedele, K.23) en hij schreef ook toetsenvariaties op het Nederlandse lied Laat ons juichen, Batavieren! (K.24) Hij schreef een serie toetsen- en vioolsonaten voor de prinses, zoals hij eerder voor de Franse prinses en de koningin van Groot-Brittannië had gedaan. De symfonie die bekend staat als 'Oud Lambach' (K.45a), waarvan werd gedacht dat deze jaren later werd geschreven, werd ook in Den Haag gecomponeerd – mogelijk voor het verjaardagsconcert van de prins.
Het gezin verliet Den Haag aan het einde van maart. Hun volgende bestemming was Haarlem, waar Wolfgang door de orgelspeler van de Grote of Sint-Bavokerk werd uitgenodigd om het kerkorgel, een van de grootste van het land, te komen bespelen. Van daaruit trokken ze naar het oosten en zuiden, en onderweg gaven ze concerten in Amsterdam en Utrecht (de laatstgenoemde op 21 april), voor ze Nederland verlieten en via Brussel en Valenciennes op 10 mei in Parijs aankwamen.

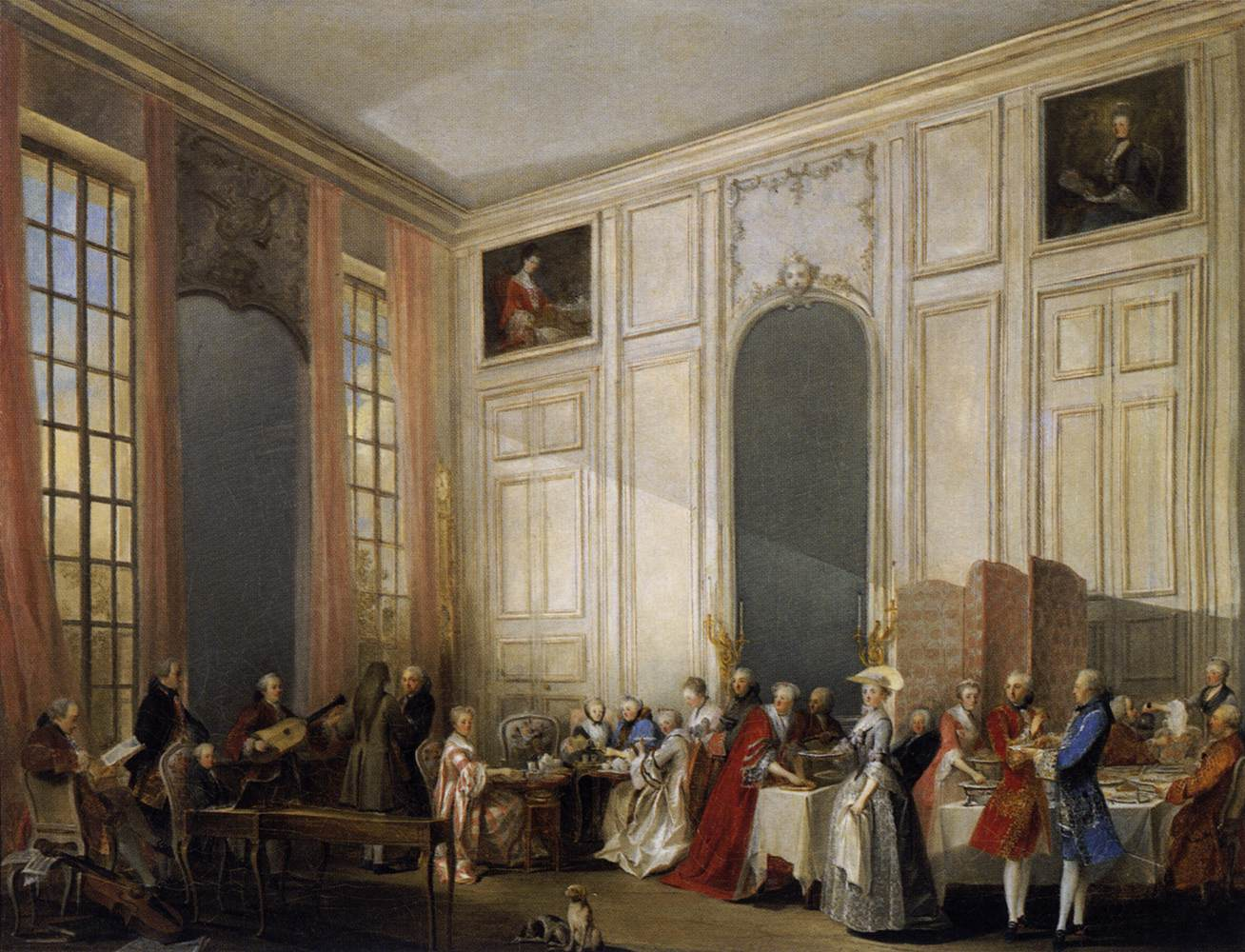
Le Thé à l'anglaise au palais du temple, 1766, olieverf op doek door Michel-Barthélémy Olivier (tentoongesteld in Musée National du Château, Versailles). Op dit schilderij speelt Wolfgang Mozart voor het hof van Louis François, Prins van Conti, in de bespiegelde salon van het Palais de Temple in Le Marais (Parijs).

### De terugreis (april - november 1766)
Het gezin bleef twee maanden in Parijs. Ze gaven in deze periode geen concerten, hoewel er volgens Grimm wel uitvoeringen van Wolfgangs symfonieën plaatsvonden. Grimm was bijzonder enthousiast over de ontwikkeling van beide kinderen: volgens hem had Nannerl 'de mooiste en briljantste speelwijze op de klavecimbel' en kon 'niemand behalve haar broer haar meesterschap overtreffen'. Over Wolfgang citeerde hij een prins van Braunschweig, die gezegd had dat Wolfgang op zijn negende meer wist dan veel van de beste kapelmeesters in hun hele leven zouden weten. 'Als deze kinderen overleven,' schreef Grimm, 'blijven ze niet in Salzburg. Spoedig zullen koningen met elkaar in geschil gaan over wie ze mag hebben.'
Het enige overgebleven stuk muziek dat Wolfgang tijdens dit bezoek aan Parijs componeerde is zijn Kyrie in F-majeur (K.33), zijn eerste poging om kerkmuziek te schrijven. Op 9 juli vertrok het gezin van Parijs naar Dijon, op uitnodiging van Lodewijk Frans I van Bourbon-Conti. Op de 19e gaven de kinderen daar een concert met begeleiding van een plaatselijk orkest, over wiens leden Leopold spottende opmerkingen maakte: Très médiocre – Un misérable italien détestable – Asini tutti – Un racleur – rotten (zeer inferieur – een lelijke en verachtelijke Italiaan – allemaal ezels – schrapers – verrot). Op hun volgende bestemming, Lyon, improviseerde Wolfgang een uur en een kwartier met de vaardigste meester die ze daar hadden en deed hij in niets voor hem onder.
In een brief naar Hagenaer op 16 augustus liet Leopold weten dat hij naar Turijn wilde, vervolgens via Noord-Italië naar Venetië, en dan via Tirol weer naar huis. 'Met onze interesses en reislust hadden we eigenlijk ons eigen plan moeten trekken', schreef hij, maar daaraan voegde hij toe: '...Ik heb gezegd dat ik [direct] naar huis zou gaan en ik houd me aan mijn woord'. Het gezin nam een kortere route door Zwitserland en kwam op 20 augustus in Genève aan, waar de kinderen twee concerten gaven en werden ontvangen door de befaamde componist André Ernest Modeste Grétry. Jaren later schreef Gréty over de ontmoeting: 'Ik schreef voor hem [Wolfgang] een allegro in Es, lastig maar pretentieloos; hij speelde het, en iedereen behalve ik vond het een wonder. Hij speelde ononderbroken, maar hoewel hij de toonveranderingen navolgde, verving hij enkele van de door mij geschreven passages.' Deze bewering, dat Wolfgang improviseerde als hij passages voor zich kreeg die hij niet kon spelen, was waarschijnlijk het enige negatieve commentaar dat hij ooit kreeg van degenen die hem hadden proberen te testen.
De reis door Zwitserland werd voortgezet met concerten in Lausanne en Zürich. Wolfgang had weinig gecomponeerd sinds het vertrek uit Nederland: een kort klavecimbelstuk (K.33b) dat hij voor de concerten in Zürich schreef en later enkele (verloren geraakte) cellostukken voor de prins van Fürstenberg. De prins ontving het gezelschap op 20 oktober bij hun aankomst in Donaueschingen (op de Duitse grens). Ze bleven er 12 dagen. Het gezin arriveerde vervolgens op 8 november in München. Ze werden daar twee weken opgehouden door ziekte van Wolfgang, maar hij voelde zich goed genoeg om op 22 november samen met Nannerl op te treden voor de keurvorst. Een paar dagen later gingen ze op weg naar Salzburg, waar ze op 29 november 1766 weer bij hun woning op de Getreidegasse over de drempel stapten.

## Evaluatie

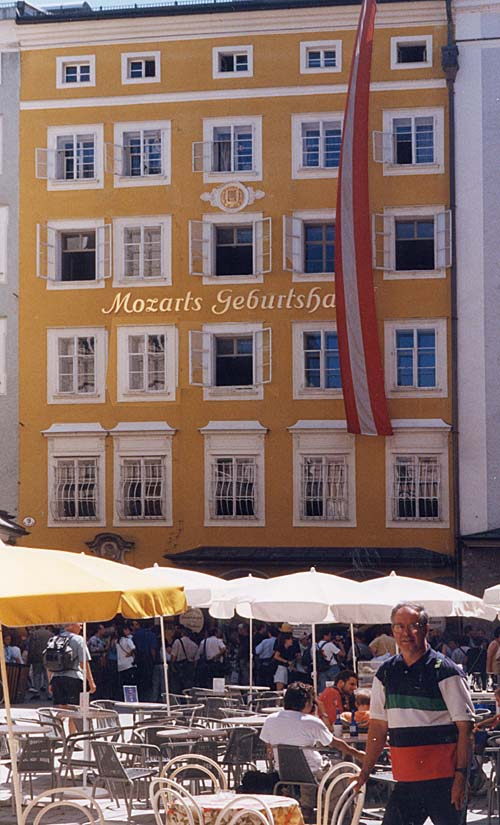
Het huis van het gezin Mozart, Getreidegasse 9 in Salzburg, gefotografeerd in 1998.Het gezin woonde op de verdieping vlak boven het bord 'Mozarts Geburtshaus' (geboortehuis van Mozart).

### Financieel
De groep had grote tegenslagen doorstaan, waaronder meerdere langdurige ziektes die hun inkomsten hadden beperkt. Hoewel Leopold nooit de volledige verdiensten van de tour heeft onthuld (noch de kosten), waren de materiële inkomsten duidelijk groot – maar de kosten ook. De bibliothecaris van St. Peters Klooster in Salzburg dacht dat alleen al de cadeaus die ze mee terugnamen ongeveer 12.000 florijn waard waren, maar schatte de totale kosten van de onderneming op 20.000 florijn. De uitgaven waren zonder twijfel groot; In een brief naar Hagenaer van september 1763, geschreven toen hij tien weken onderweg was, liet Leopold weten dat ze tot dan toe 1.068 florijn hadden uitgegeven, een bedrag dat met weinig winst door de concertinkomsten werd gedekt. Volgens Leopold was er 'niets om te sparen, want we reizen in adellijke stijl om onze gezondheid en de reputatie van mijn hof in stand te houden'. In november 1763 schreef hij aankomst in Parijs dat ze 'erg weinig geld' hadden.
Op sommige momenten was de geldkist wel vol; in april 1764, aan het einde van het verblijf in Parijs en na twee succesvolle concerten, kondigde Leopold aan dat hij spoedig 2.200 florijn zou storten bij zijn bankiers. Twee maanden later, na het vroege succes in Londen, stortte hij nog 1.100 florijn meer. In november van datzelfde jaar, na zijn ziekte en met onzekerheid van toekomstige verdiensten, maakte hij zich echter zorgen over de hoge verblijfskosten in Londen – hij vertelde Hagenaer dat hij in de vier maanden sinds juli 1.870 florijn had uitgegeven. Na de volgende zomer, waarin de kinderen weinig concerten gaven, nam Leopold steeds wanhopigere maatregelen om geld te verdienen, waaronder de dagelijkse 'circusoptredens' van de kinderen bij de Swan and Harp – voor bedragen die Jane Glover als 'vernederend' beschreef. De onzekerheid van een leven op reis overtuigde Leopold er later van dat Wolfgang niet werelds genoeg was om alleen zulke reizen te ondernemen, en dat hij de zekerheid van een gegarandeerd salaris moest hebben.

### Muzikaal
Als het om muzikale ontwikkeling gaat waren beide kinderen vooruitgegaan, maar vooral de vooruitgang van Wolfgang was uitzonderlijk, en ver boven verwachting. De Mozarts waren nu in alle muzikale instituten en koninklijke hoven van Noord-Europa bekend. De kinderen kwamen in paleizen, hadden contact met koningen, koninginnen en edellieden, en konden in verschillende talen converseren. Voor hen was de tour geweldig onderwijs. Deze voordelen kwamen echter met een prijs; in Parijs was Grimm de stress en druk van vooral Wolfgang opgevallen. Hij sprak de angst uit dat 'zo'n onrijpe vrucht zou kunnen vallen voor hij rijp is'. Hildesheimer, die ook zijn bedenkingen had, concludeerde echter dat Mozarts dood op zijn 35e geen gevolg van inspanningen uit zijn jeugd geweest kan zijn, omdat hij in de tussenliggende decennia dan minder productief zou zijn geweest en duidelijke symptomen van achteruitgang gehad zou hebben.

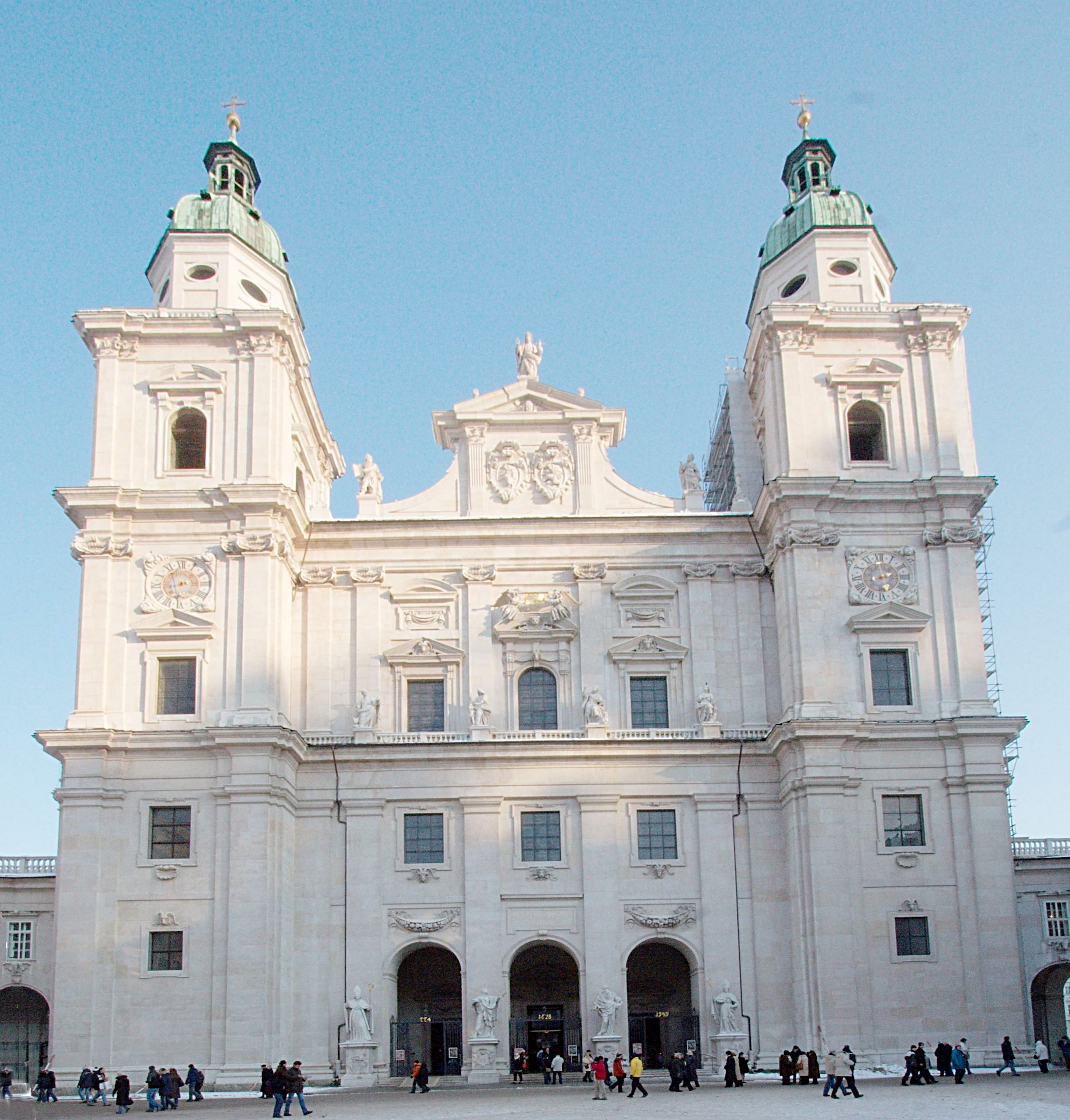
De kathedraal van Salzburg, waar Wolfgang in december 1766 voor het eerst optrad als symfonist.

Van de muziekstukken die Wolfgang tijdens de tour componeerde bestaan er nog ongeveer dertig. Enkele werken zijn verloren gegaan, waaronder de cellostukken uit Zürich en verschillende symfonieën. De overgebleven werken zijn onder andere de sonaten voor toetsen uit Parijs, Londen en Den Haag, vier symfonieën, verschillende aria's, de muziek die hij voor de Prins van Oranje schreef, een Kyrie, en andere korte stukken. Mozart begon in Londen met het componeren van symfonieën. Daar zou hij direct beïnvloed zijn door Abel en J.C. Bach, en symfonieën van de voornaamste componisten van Londen hebben gehoord: Thomas Arne, William Boyce en Giuseppe Sammartini – 'een bijna ideale introductie van het genre', volgens Zaslaw. Wolfgangs eerste symfonieën waren misschien niet van hetzelfde niveau als zijn latere meesterwerken, aldus Zaslaw, maar in lengte, complexiteit en originaliteit wel vergelijkbaar met de erkende symfonische meesters uit die tijd. Abels Symfonie Nr. 6 in Es leek bijvoorbeeld genoeg op Mozart qua stijl en techniek om voor zijn werk te worden aangezien, en wordt als Mozarts Symfonie nr. 3 (K.18) in de originele catalogus van Köch vernoemd. Sadie maakte de observatie dat de symfonie K.22 uit Den Haag een stuk verfijnder was dan de eerdere symfonieën die in Londen werden geschreven.
De creatieve vooruitgang van Mozart is ook te zien in de sonaten die hij voor de Prins van Oranje componeerde, die volgens Sadie een aanzienlijke sprong in techniek en ideeën laten zien vergeleken met het eerdere werk uit Parijs en Londen. Een van de aria's die Mozart in Nederland componeerde was zijn eerste poging tot 'aria d'affetto': Per pièta, bell'idol mio, K.73b, waarvan (zoals het hoge nummer al aangeeft) werd gedacht dat het pas later werd gecomponeerd. Tijdens de tour veranderde Wolfgang dus van iemand die simpele muziekstukken op toetsen componeerde, in iemand die steeds meer meester werd over een spectrum van genres. Dit werd bewezen op 8 december, toen een van zijn symfonieën (het is niet bekend welke) werd uitgevoerd tijdens de hoogmis in de kathedraal van zijn geboortestad Salzburg. De Prinsaartsbisschop, Leopolds baas, was uitgesproken sceptisch over de composities van Wolfgang, die hij voor het werk van Leopold aannam omdat ze 'lang niet slecht genoeg [waren] om het werk van een kind te zijn'.

## Nasleep
Hoe groot de financiële beloning voor de tour ook geweest mag zijn: het gezin Mozart bleef in hun krappe appartement op de Getreidegasse wonen, en Leopold zette zijn werk als hofmuzikant voort. De volgende zes jaar was het leven van Wolfgang echter in de ban van reizen en publieke optredens. In september 1767 ging het gezin weer op reis, deze keer naar Wenen, waar ze (met uitzondering van een gedwongen evacuatie tijdens een uitbraak van pokken) tot januari 1769 verbleven. In december van datzelfde jaar vertrokken Leopold en Wolfgang naar Italië – zonder Nannerl, omdat die ondertussen 18 was en dus niet langer als wonderkind te verkopen. Ze bleven 16 maanden weg, en keerden in augustus 1771 voor vijf maanden terug naar Milaan, om de repetities en uitvoering van Wolfgangs opera Ascanio in Alba bij te wonen. Een derde en laatste bezoek aan Italië, tussen oktober 1772 en maart 1773, was de laatste lange reis; de nieuwe Prinsaartsbisschop van Salzburg, Hieronymous Colloredo, had specifieke ideeën over de rol van de muzikanten van zijn hof, waarbij de vrijheden die Leopold – en Wolfgang, die ondertussen ook voor het hof werkte – uitgesloten waren.